# Torah Bright
Torah Jane Bright (Cooma, 27 dicembre 1986) è un'ex snowboarder australiana, campionessa olimpica di halfpipe a Vancouver 2010.

## Biografia
Specialista di halfpipe e slopestyle, ha esordito in Coppa del Mondo di snowboard il 13 settembre 2003 a Valle Nevado, in Cile. Vive e si allena nei pressi di Salt Lake City, negli Stati Uniti. Nel giugno 2010 si è sposata con lo snowboarder statunitense Jake Welch. Fa parte della Chiesa di Gesù Cristo dei santi degli ultimi giorni.

## Palmarès

### Olimpiadi
- 1 medaglia:
  - 1 oro (halfpipe a Vancouver 2010)
  - 1 argento (halfpipe a Soči 2014)

### Mondiali
- 1 medaglia:
  - 1 bronzo (halfpipe a Stoneham 2013)

### Winter X Games
- 6 medaglie:
  - 2 ori (superpipe ad Aspen 2007; superpipe ad Aspen 2009)
  - 3 argenti (superpipe ad Aspen 2006; superpipe ad Aspen 2008; superpipe a Tignes 2010)
  - 1 bronzo (superpipe ad Aspen 2015)

### Coppa del Mondo
- Miglior piazzamento nella Coppa del Mondo generale di freestyle: 7ª nel 2013
- Miglior piazzamento nella Coppa del Mondo di halfpipe: 2ª nel 2004
- Miglior piazzamento nella Coppa del Mondo di slopestyle: 24ª nel 2014
- Miglior piazzamento nella Coppa del Mondo di snowboard cross: 18ª nel 2014
- 8 podi:
  - 3 vittorie
  - 2 secondi posti
  - 3 terzi posti

#### Coppa del Mondo - vittorie
| Data            | Luogo           | Paese       | Disciplina |
| --------------- | --------------- | ----------- | ---------- |
| 12 marzo 2004   | Bardonecchia    | Italia      | HP         |
| 5 novembre 2009 | Saas-Fee        | Svizzera    | HP         |
| 12 gennaio 2013 | Copper Mountain | Stati Uniti | HP         |

Legenda:

HP = Halfpipe